# Масальский, Юзеф Адриан
Князь Юзеф Адриан Масальский (ок. 1726 — 6 июня 1765, Варшава) — государственный и военный деятель Великого княжества Литовского, полковник пятигорской хоругви (1749), генерал-майор кавалерии (1753), подскарбий надворный литовский (1754—1765), генерал-лейтенант литовских войск (1763), староста гродненский (с 1748), березницкий, лодзейский, пропойский и вислицкий. Кавалер Ордена Белого Орла (1761).

## Биография
Представитель литовского княжеского рода Масальских (Рюриковичи). Второй сын каштеляна виленского и гетмана великого литовского, князя Михаила Юзефа Масальского (ок. 1700—1768), и Франциски Огинской (ум. 1750). Имел братьев Игнацы Якуба, Яна Николая и Казимира Адриана.
Избирался послом на сеймы в 1744, 1750, 1756, 1758 и 1760 годах. В 1752 году князь Юзеф Адриан Масальский был избран маршалком сейма как кандидат партии Чарторыйских. В 1748 году — депутат и маршалок Трибунала Великого княжества Литовского. Считался способным политиком, который стремился к реформированию государственного строя Речи Посполитой, однако преждевременная смерть прервала его карьеру. В 1754 году получил должность подскарбия надворного литовского. В 1763 году — генерал-лейтенант литовских войск. В 1764 году — член генеральной конфедерации Великого княжества Литовского.
В 1761 году по протекции гетмана великого литовского Михаила Казимира Радзивилла «Рыбоньки» Юзеф Адриан Масальский получил Орден Белого Орла.
В 1745 году женился на княжне Антонине Радзивилл (1730—1764), дочери кравчего великого литовского Мартина Николая Радзивилла (1705—1782) и Александры Бельхацкой (1712—1736). Дети:
- Ксаверий Масальский (ум. 1787), шеф пехотного полка (1775).
- Елена Аполония Масальская (1763—1815), 1-й муж принц Шарль-Жозеф де Линь (1759—1792), полковник австрийской армии; 2-й муж с 1792 года подкоморий великий коронный Винцент Потоцкий (1740—1825).